# Mars Audiac Quintet
Mars Audiac Quintet é o terceiro álbum de estúdio do grupo Stereolab.

## Faixas
1. "Three-Dee Melodie" – 5:02
2. "Wow and Flutter" – 3:08
3. "Transona Five" – 5:32
4. "Des Étoiles Électroniques" – 3:20
5. "Ping Pong" – 3:02
6. "Anamorphose" – 7:33
7. "Three Longers Later" – 3:28
8. "Nihilist Assault Group" – 6:55
9. "International Colouring Contest" – 3:47
10. "The Stars Our Destination" – 2:58
11. "Transporté Sans Bouger" – 4:20
12. "L'Enfer des Formes" – 3:53
13. "Outer Accelerator" – 5:21
14. "New Orthophony" – 4:34
15. "Fiery Yellow" – 4:04

## Créditos
Participarem das gravações:
- Laetitia Sadier - vocal, moog, vários instrumentos.
- Tim Gane - guitarra, teclado.
- Sean O'Hagan - guitarra, vocal e farfisa.
- Andy Ramsay - bateria.
- Mary Hansen - vocal, guitarra, tambourim.
- Duncan Brown - guitarra, baixo, backing vocal.
- Katharine Gifford - teclado.